# NASA Astronautengroep 23

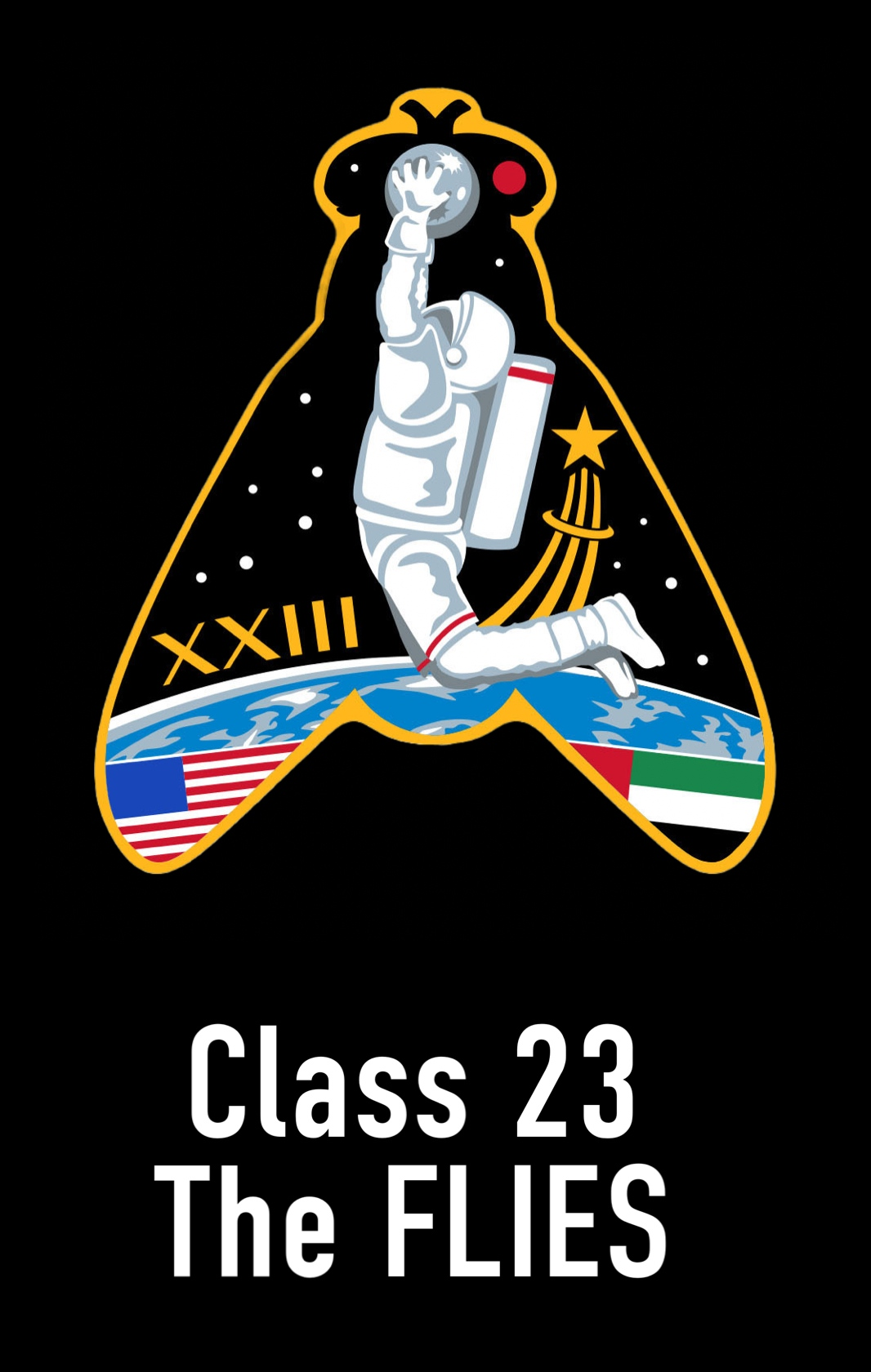
Patch Astronautengroep 23

NASA's astronautengroep 23 (The Flies) is een groep van tien NASA-astronauten die in december 2021 zijn geselecteerd. De groep werd aangevuld met twee toekomstig astronauten uit de Verenigde Arabische Emiraten. De kandidaat-astronauten van groep 23 kwamen in januari 2022 aan bij het Johnson Space Center in Houston voor een opleiding van twee jaar die in maart 2024 werd voltooid.
De groep bestond uit:
| Astronaut            | Aantal vluchten | Missies                 |
| -------------------- | --------------- | ----------------------- |
| Nichole Ayers        | 1               | SpaceX Crew-10          |
| Marcos Berríos       | 0               |                         |
| Christina Birch      | 0               |                         |
| Deniz Burnham        | 0               |                         |
| Luke Delaney         | 0               |                         |
| Andre Douglas        | 0               |                         |
| Jack Hathaway        | 0               |                         |
| Anil Menon           | 0               | Sojoez MS-29 (planning) |
| Christopher Williams | 0               | Sojoez MS-28 (planning) |
| Jessica Wittner      | 0               |                         |
| Nora Al Matrooshi    | 0               |                         |
| Mohammad Al Mulla    | 0               |                         |

´